# Dirk Adomat

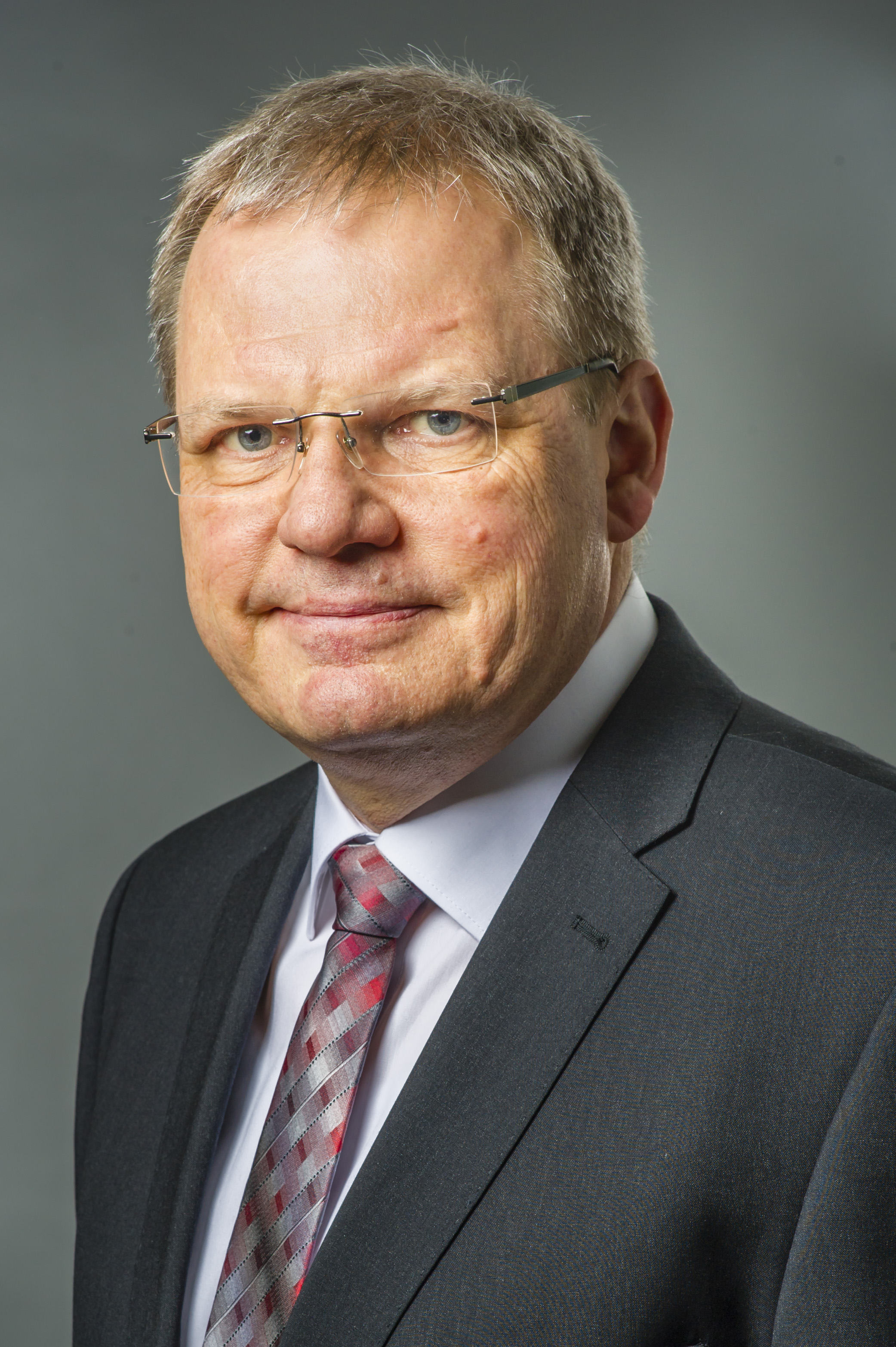
Dirk Adomat, 2018

Dirk Adomat (* 26. Oktober 1960 in Hameln) ist ein deutscher Politiker der SPD und Landrat des Landkreises Hameln-Pyrmont. Er war von 2017 bis 2020 Abgeordneter im 18. Niedersächsischen Landtag.

## Leben
Dirk Adomat absolvierte eine Ausbildung zum Steuerfachgehilfen und erlangte im Jahr 1982 die Fachhochschulreife an der Fachoberschule in Hameln. Anschließend verpflichtete er sich einige Jahre als Zeitsoldat, bevor er ab 1986 ein Studium an der Niedersächsischen Fachhochschule für Verwaltung und Rechtspflege begann. Drei Jahre später beendete er das Studium mit einem Abschluss als Diplom-Verwaltungswirt.
In den Jahren 1986 bis 2017 arbeitete Adomat beim Landkreis Hameln-Pyrmont, unter anderem im Sozialamt, in der Kämmerei und als Ausbildungsleiter. Zudem war er mehrere Jahre lang direkter Stabsmitarbeiter des damaligen Landrats Rüdiger Butte und zuletzt Leiter der Zentralen Vollstreckungsbehörde.
In seiner Freizeit ist Adomat unter anderem als Imker und Ruderer tätig. Er ist verheiratet, hat zwei Kinder und lebt in Hessisch Oldendorf.

## Politik
2001 trat Adomat in die SPD ein. Im selben Jahr wurde er in den Rat der Stadt Hessisch Oldendorf und in den Ortsrat Fischbeck/Weibeck gewählt. Im Rat der Stadt Hessisch Oldendorf ist er seit 2004 Vorsitzender der SPD-Stadtratsfraktion und Sprecher der dortigen Mehrheitsgruppe.
Bei der Landtagswahl 2017 wurde Adomat als Direktkandidat der SPD im Landtagswahlkreis Hameln/Rinteln in den Niedersächsischen Landtag gewählt. Dort gehört er dem Ausschuss für Umwelt, Energie, Bauen und Klimaschutz, dem Ausschuss für Bundes- und Europaangelegenheiten und Regionale Entwicklung sowie dem Unterausschuss „Justizvollzug und Straffälligenhilfe“ an. Adomat war Sprecher der SPD-Landtagsfraktion für Baupolitik und Binnenfischerei.
Am 5. April 2020 wurde Adomat zum Landrat des Landkreises Hameln-Pyrmont gewählt. In der Stichwahl gegen Torsten Schulte (Bündnis 90/Die Grünen) erlangte er 51,14 % der Stimmen. Daraufhin verzichtete Adomat auf sein Landtagsmandat; für ihn rückte am 23. April 2020 Kultusminister Grant Hendrik Tonne in den Landtag nach. Adomat hat angekündigt, aus Altersgründen bei der Landratswahl 2026 nicht wieder anzutreten.

## Sonstiges
Seit dem Jahr 2020 ist Adomat Verwaltungsratsvorsitzender der Sparkasse Hameln-Weserbergland.
Im Jahr 2022 wurde er zum Präsidenten des DRK-Kreisverbandes Weserbergland gewählt.